# ジャッキー・チェン・アドベンチャー
『ジャッキー・チェン・アドベンチャー』（原題：Jackie Chan Adventures）はアメリカ合衆国で放送されたテレビアニメシリーズ。ジャッキー・チェンを題材とした作品である。2000年9月9日から2005年7月7日まで全5シーズン95話が放送された。日本では2005年2月14日からアニマックスで26話まで放送された後、2006年7月3日からトゥーン・ディズニー（ジェティックス）で放送された。

## ストーリー
考古学者にしてシークレットエージェントであるジャッキー・チェンが悪人たちと戦う物語。

## 登場人物
ジャッキー・チェン
声 - 石丸博也/英 - ジェームズ・シー
考古学者であり、マーシャルアーツをはじめとする格闘の達人。争いを好まない性格。
タイガー
声 - 石丸博也/英 - ジェームズ・シー
トラのタリスマンの力でジャッキーの陰の部分が分離して生まれた。好戦的で意地悪な性格をしている。
ジェイド・チェン
声 - 本名陽子/英 - スティシー・チャン、ルーシー・リュー（成長後）
ジャッキーの姪。好奇心が旺盛で様々な事に介入する。そのことが原因で事件の発端となることも少なくなく、身長が小さいのを気にしておじさんの魔法の薬で解決しようとしたが、結果的に巨大化したことも。また、ひょんなことからタリスマンの力を自在に使えるようになり、「T・ガール」を名乗ったことも。将来は「セクション13」の指揮官となる。
おじさん
声 - 石井隆夫、飯島肇（若い頃）/英 - サブ・シモノ
ジャッキーのおじ。本名は不明。サンフランシスコで骨董屋を経営しており、原語版では中国訛りの英語を喋る。偉大な魔術師ウォンの弟子で様々な魔術を心得ている。紅茶が好物。
トール
声 - 楠見尚己/英 - ノア・ネルソン
日本人の力士で（このことから正しい名前の表記は「トオル」ということになる）、ダーク・ハンドのメンバーだったがシーズン1の終盤で仲間になった。仲間になった後はおじさんの魔術の弟子となる。番組最後の質問コーナーによれば、モデルはジャッキー・チェンの知人のスタントマンとのこと。

### セクション13
キャプテン・ブラック
声 - 世古陽丸/英 - クランシー・ブラウン
特殊機関「セクション13」の指揮官。ジャッキーの親友。
ケプラー
声 - 魚建
科学者。空を飛ぶジェットバックパックなどを開発した。

### Jチーム
エル・トロ・フェルテ
声 - 世古陽丸/英 - ミゲル・サンドバル
メキシコプロレスの王者。
パコ
声 - 柚木麻友子/英 - フランコ・ヴェレス
エル・ドロのファンである少年。
ヴァイパー
声 - 米村千冬/英 - スーザン・アイゼンバーグ
大泥棒だったがジャッキーと出会って以降足を洗い、企業のセキュリティ・コンサルタントになった。ジェイドと仲が良い。

### その他
トールの母親
声 - 小宮和枝/英 - エミー・ヒル
モハジャ
声 - 辻村真人/英 - クイントン・フリン
ウンタバの長
声 - 広瀬正志
ウンタバ帝国の長。帝国に伝わる杯の力で永遠の若さを国民たちと共に保っている。
ジュリー
声 - 川上とも子/英 - アシュリー・チャン
5年前にロータス寺院に迷い込み、番人とされてしまった少女。
ローペイ
声 - 島香裕/英 - デビッド・キャラダイン
シェンドゥを石像に封印した古代中国の英雄。

### 敵

#### ダーク・ハンド
世界のすべての犯罪に関与しているといわれる犯罪組織。シェンドゥを復活させ、財宝を手に入れんとしていたが、シェンドゥに裏切られて本拠地であるビルを失い、組織の規模も大幅に縮小され、魚缶詰工場を本拠地としている。
バルモン
声 - 清水明彦/英 - ジュリアン・サンズ→アンドリュー・エイブルソン
ダーク・ハンドのリーダー。シーズン2ではシェンドウに体を乗っ取られてしまい、終盤でようやく解放されたかと思えばシーズン3ではダオラン・ウォンに仲間を洗脳され、自身も一時的に子供にされてしまうなど、悪役としての弱体化が目立つ。
フィン
声 - 魚建/英 - アダム・ボールドウィン
アイルランド出身。そっくりな甥っ子がいる（ラッツオやチョウも同様）。
ラッツオ
声 - 浦山迅/英 - クランシー・ブラウン
のんびりした性格。
チョウ
声 - 飯島肇/英 - ジェームズ・シー
オレンジ色のサングラスをかけている。高所恐怖症。
ハク・フー
声 - 遠藤純一/英 - ジム・カミングス→ジョン・ディマジオ
ダーク・ハンドのメンバーの中で一番戦闘力が高い。技の名前には動物の名前がつく。シーズン1には助っ人として、シーズン2ではトールの代わりにダーク・ハンドに参加した。

#### 魔神
古代に地球を支配していた8人の魔神たち。それぞれを兄弟と呼ぶ。古代中国の八仙によってシェンドゥは石像に変えられ、残りの7人は異次元に封印された。それぞれ自分を封印した英雄を象徴する物を嫌う。
シェンドゥ
声 - 浦山迅/英 - ジェームズ・シー
炎の魔神。中国の支配者だったが、900年前に家来に反乱を起こされ、石像に封印されていた。復活に必要な12個のタリスマンを集めるためにバルモンたちに始皇帝の財宝をくれてやると騙し、使役していた。シーズン1の最後に復活するがジャッキーにタリスマンを肉体から取り出され、石像に戻ったところをジェイドに破壊されるが、その魂は悪霊となり、地獄の地に移動していた。そこで他の魔神から自分たちを復活させなかったことを責められ、彼らを復活させることを条件に人間界に舞い戻り、ジャッキーの肉体を乗っ取ろうとしたが、事故によりバルモンの肉体を乗っ取ってしまう（人間界に戻った際に一度乗っ取った人間から出られない術をかけられている）。その後はバルモンの体を使い、魔神の封印を解いていくが悉く失敗し、最後は自分も封印されてしまう。だが、悪霊であるため封印の効果がなく、再び人間界に戻り、往古の書の力を使い歴史を改変し、他の魔神と共に世界の支配者となるが、ジャッキーたちの手により再び封印された。シーズン3ではダオラン・ウォンの手により復活する。ポータルは香港にあり、英雄の印は呂洞賓の剣。本編の100年以上前にもバルモンの先祖を金の採掘を手伝ってやると騙し、使役していた。
ポーコン
声/英 - モナ・マーシャル
山の魔神。食欲が旺盛。最初に解放された。ポータルは東京にあり、英雄の印は張果の魚鼓。
シャオファン
声/英 - コーリー・バートン
風の魔神。ポータルは刑務所にあり、英雄の印は鍾離権の扇子。
チャンズゥ
声/英 - フランク・ウェルカー
雷の魔神。ポータルはハリウッドにあり、英雄の印は曹国舅の玉板。
ゾーラン
声/英 - グレン・シャディックス→コーリー・バートン
月の魔神。重力を操る力を持っており、「重力の支配者」を自称している。ポータルは月にあり、英雄の印は何仙姑の蓮の花。
デイガイ
声/英 - フランク・ウェルカー
大地の魔神。美しい物を嫌う。ポータルはスペインにあり、英雄の印は藍采和の花籠。
シー・ウー
声 - 飯島肇/英 - アンドレ・ソグリウゾ
空の魔神。ポータルは野球場のトイレにあり、英雄の印は韓湘子の笛。
バイツァ
声 - 米村千冬/英 - モナ・マーシャル
水の魔神。最後に解放された。古代アトランティスの支配者。サンフランシスコを沈めて自分の帝国に作り変えようとする。ポータルはローマにあり、英雄の印は李鉄拐の瓢箪。
シャドーカーン
シェンドゥ配下の忍者戦闘員。

#### 悪の魔術師
ダオラン・ウォン
声 - 秋元羊介/英 - ジェームズ・ホン
シーズン2後半から登場した悪の魔術師。おじさんの師匠を倒したとされる。灰色の肌とオッドアイを持つ。T・ガールとなったジェイドの力を奪おうとするが、逆に自分がジェイドにかけた動きを封じる術を取り込んでしまい失敗した。シーズン3ではチョウ・フィン・ラッツオを洗脳して使役。ドラゴンのタリスマンを手に入れ、偉大な龍を呼び出す呪文を使い、シェンドゥを復活させる。しかし、彼に裏切られ、逮捕された。逮捕された彼はシェンドゥに復讐するため、シェンドゥを石像にして封印する呪文をおじさんに教える。
ガン
チョイ
ロン
ダオラン・ウォンの使役する悪しき魂の戦士たち。おじさんの術で封印された後はチョウ・フィン・ラッツオがダオラン・ウォンに洗脳され、新たな悪しき魂の戦士となった。
ゼン
ハク・フーが洗脳された姿。

#### その他の敵
ジュンバ
声 - チョー/英 - ダン・カステラネタ
博物館の館長。ラグダジーバの経典の力を使ってインドの川を干上がらせて財宝を手に入れようとする。
ジョン・スミス
声 - 清水明彦/英 - ダン・ギルヴェザン
ウンダバ帝国に伝わる杯を盗み、永遠の生命を得ようとした。
ラーソン
声 - チョー
スミスの執事。
老僧侶
声 - 梅津秀行/英 - ティム・ルーニィボス
ロータス寺院の巻物を手に入れ、超パワーを手に入れるが、ジャッキーの策により、寺院の番人にされてしまった。
モンキー・キング
声 - 中尾隆聖/英 - ビル・タンザー→ビリー・ウェスト
悪さばかりすると言う伝説のサルで、棒を持っているなど孫悟空を思わせる姿をしている。人形に変えられて封印されていたが、ひょんなことから封印が解かれ、自身の術で一般人はおろかジャッキーまでも人形にしてしまった。

### その他
ジャッキー・チェン
演 - 本人/吹替 - 石丸博也
番組の最後に実写で登場し、子供達（吹替 - 本名陽子）の質問に答えている。

## アイテム
パンクゥーボックス
魔神の封印を解く為の箱。パズルになっており、パズルを解く事でポータルのありかの描かれた地図が投影される。善の魔力で出来ており、魔神達は触れることが出来ない。
ポータル
魔神の世界と人間界を繋ぐ扉。パンクゥーボックスを使って開くことが出来る。他にも、魔神を封印した英雄の印を使っても開く事が出来る。出入りはそれぞれ一度しか出来ず、1人しか通ることが出来ない。
往古の書
あらゆる歴史が書かれた古書。記述を改変すれば、その通りに歴史も変わる。

### タリスマン
シェンドゥの力の源である魔力を秘めた石。それぞれが十二支の動物の絵柄が書き込まれており、それぞれが異なる力を持っている。
ネズミ
無機物に命を与える力を持つ。焼き物のランプの中に埋め込まれていた。
雄牛
パワーが強化される。エル・ドロがマヤの寺院で発見し、自分のマスクに取り付けた。
トラ
バランスの力を持つ。異なるタリスマンの力を統合する。二つに分かれたりすると持っていた者も善と悪の半身に分かれてしまう。タリスマンが一つになると分かれた者も元に戻る。パイの中に入っていた。
ウサギ
超スピードで動けるようになる。太平洋のウミガメの甲羅に埋め込まれていた。
ドラゴン
破壊光線を放つ事が出来るようになる。火山の洞窟の中にあった。
蛇
透明になる事が出来るようになる。蛇の寺院の中にあったが、TV番組クルーによって持ち出され、博物館に保管されていた。
馬
治癒力のタリスマン。使えば如何なる病気も完治し、呪術的な呪いも解いてしまう。
羊
幽体離脱が出来るようになる。列車の荷物の中にあった。
猿
どんな物でも動物に変えることが出来る。持っている本人が動物に変身することも可能。ミクロネシアの海底に眠っていた。
雄鳥
空中浮遊が出来るようになる。ジャッキーが発見した古代の盾の中心に埋め込まれていた。
犬
不死身の力を持ち、老人が持てば若返る事が可能（外見は変わらない）。風車小屋の壁に埋まっていた。
ブタ
レーザー光線を眼から放つ事が出来るようになる。バイエルンのチョコレート工場にある。

## スタッフ
- 原作 - ジョン･ロジャーズ、デュアン・カピッツィ、ジェフ・クライン
- 製作総指揮 - ジャッキー・チェン、ウィリー・チェン、ブライアン・ガーシュ、ソロン・ソー、リチャード・レイニス、ジェフ・クライン
- 共同製作総指揮 - デュアン・カピッツィ
- スーパーバイジング・ディレクター - ジャニー・ウー・ソリアーノ（シーズン1）、フランク・スクイッラーチェ（シーズン2）
- ストーリー・エディター - ケビン・キャンベル
- アソシエイト・ストーリー・エディター - デヴィッド・スラック
- キャラクターデザイン - ジェフ・マツダ、エド・リー、ホセ・ロペス、デヴィッド・ツワイク
- ダイアログ・ディレクター - スーザン・ブルー
- 音楽 - ジム・レイサン
- ライン･プロデューサー - テレース・トゥルージロ
- プロデューサー - マイケル・ゴーゲン（シーズン2）、ディーン・ステファン（シーズン2）、フランク・スクイーラッチェ（シーズン3、4）、デビッド･ハートマン（シーズン5）
- アニメーション制作 - アデレード・プロダクション
- アニメーション制作協力 - Rough Draft、同友アニメーション、ロット・アニメーション
- 制作 - ソニー・ピクチャーズ テレビジョン（放送中にコロムビア・トライスター・テレビジョンから社名変更）、ジャッキー・チェン・グループ、ブルートレイン・エンターテインメント
- 製作著作 - ソニー・ピクチャーズ エンタテインメント

### 日本語版制作スタッフ
- 演出 - 高田浩光
- 翻訳 - 瀬尾友子、井村千瑞
- 調整 - 小出善司
- 録音制作 - HALF H・P STUDIO
- 製作 - ソニー・ピクチャーズ エンタテインメント

### シーズン1
カッコ内は米国での放送順
| 話数     | サブタイトル          | 原題                       | 脚本                                      | 演出                         | 作画監督   |
| -------- | --------------------- | -------------------------- | ----------------------------------------- | ---------------------------- | ---------- |
| 1        | 闇の組織              | The Dark Hand              | ジョン・ロジャース                        | ブライアン・アンドリュース   | 比留間敏之 |
| 2        | タリスマンの魔力      | The Power Within           | デヴィッド・スラック                      | ヴィンチェンツォ・ティペット | 比留間敏之 |
| 3        | エル・トロのマスク    | The Mask of El Toro Fuerte | デュアン・カピッツィ                      | アンディ・トム               | 比留間敏之 |
| 4        | 華麗なるヴァイパー    | Enter Viper                | デヴィッド・スラック                      | リック・デル・カルメン       | 比留間敏之 |
| 5（6）   | 幽体離脱したジェイド  | Project A, for Astral      | デヴィッド・スラック                      | ブライアン・アンドリュース   | 比留間敏之 |
| 6（5）   | 最速のタリスマン      | Shell Game                 | デュアン・カピッツィ                      | アンディ・トム               | 比留間敏之 |
| 7        | カンフーの使い道      | Bullies                    | トーマス・パグスリー グレゴリー・クライン | リック・デル・カルメン       | 比留間敏之 |
| 8        | ノーム・パワー!       | Tough Break                | デヴィッド・スラック                      | ジーン・ジェンキンス         | 比留間敏之 |
| 9        | ジャッキー 石になる!? | The Rock                   | アレックス・ヴァン・ダイン                | ブライアン・アンドリュース   | 比留間敏之 |
| 10（11） | おじさんの誕生日      | The Dog and Piggy Show     | デュアン・カピッツィ                      | アンディ・トム               | 比留間敏之 |
| 11（10） | サルのジェイド        | The Jade Monkey            | デヴィッド・スラック                      | リック・デル・カルメン       | 比留間敏之 |
| 12       | ふたりのジャッキー    | The Tiger and the Pussycat | デヴィッド・スラック                      | ブライアン・アンドリュース   | 比留間敏之 |
| 13       | シェンドゥの正体      | Day of the Dragon          | アレックス・ヴァン・ダイン                | ジャニー・ウー・ソリアーノ   | 比留間敏之 |

### シーズン2
| 話数     | サブタイトル           | 原題                                                | 脚本                               | 演出                                  |
| -------- | ---------------------- | --------------------------------------------------- | ---------------------------------- | ------------------------------------- |
| 14（18） | 巨大な悪の力           | The Stronger Evil                                   | デヴィッド・スラック               | フランク・スクイッラーチェ            |
| 15（19） | Jチーム結成            | The J Team                                          | デヴィッド・スラック               | アラン・コールドウェル                |
| 16（20） | ポータルを探せ         | Jade Times Jade                                     | エディ・グゼリアン                 | クリス・バークレー                    |
| 17（22） | 刑務所で大騒ぎ         | Rumble in the Big House                             | アレックス・ヴァン・ダイン         | アラン・コールドウェル                |
| 18（24） | 夢のハリウッド         | And He Does His Own Stunts                          | アンドリュー・ロビンソン           | ゲイリー・ハートル                    |
| 19（26） | 悪魔のタトゥー         | Queen of the Shadowkhan                             | デヴィッド・スラック               | マイケル・ゴーゲン                    |
| 20（28） | 月の魔神ゾーラン       | Shanghai Moon                                       | アレックス・ヴァン・ダイン         | チャック・ドロスト                    |
| 21（30） | 英雄の鎧               | Armor of the Gods                                   | デイヴ・コラード ケン・ゴーイン    | ショーン・ソング                      |
| 22（32） | 気の合う仲間           | Demon in Di-Skies                                   | ヒラリー・J・ベイダー              | ゲイリー・ハートル                    |
| 23（38） | 水の帝国               | The New Atlantis                                    | デヴィッド・スラック               | アラン・コールドウェル                |
| 24（39） | 8番目の扉              | The Eighth Door                                     | ヒラリー・J・ベイダー              | ゲイリー・ハートル                    |
| 25（40） | 魔神の逆襲（前編）     | Demon World Part 1                                  | デヴィッド・スラック               | クリス・バークレー                    |
| 26（41） | 魔神の逆襲（後編）     | Demon World Part 2                                  | デヴィッド・スラック               | ショーン・ソング                      |
| 27（17） | オクトパスを守れ       | The Mother of All Battles                           | ディーン・ステファン               | アンディ・トム                        |
| 28（35） | 氷に眠る巨人           | Danger in the Deep Freeze                           | パティー・カー ララ・ランネルズ    | マイケル・チャン                      |
| 29（36） | ラクタジーバの経典     | Into the Mouth of Evil                              | スティーブン・メルチング           | フィル・ワインスタイン                |
| 30（23） | 失われた都             | Lost City of the Muntabs                            | パティー・カー ララ・ランネルズ    | チャップ・ヤエフ                      |
| 31（29） | ロータス寺院の魔法     | The Lotus Temple                                    | ジャン・ストルナード               | マイケル・チャン                      |
| 32（21） | チュパカブラの呪い     | The Curse of El Chupacabra                          | マーク・サイデンバーグ             | フィル・ワインスタイン                |
| 33（25） | 香港キッド             | Showdown in the Old West                            | ディーン・ステファン               | アンディ・トム                        |
| 34（27） | オリガミの狙い         | Origami                                             | ヘンリー・ギルロイ                 | クリス・バークレー                    |
| 35（31） | 最終兵器の秘密         | Agent Tag                                           | ジャン・ストルナード               | チャップ・ヤエフ スンホン・ウン＝キム |
| 36（33） | バネ足ジャック         | The Return of the Pussycat                          | マーク・サイデンバーグ             | チャック・ドロスト                    |
| 37（34） | アウロラの瞳           | Scouts Honor                                        | ウィリアム・フォレスト・クルバウス | アンディ・トム                        |
| 38（37） | 王様とジェイド         | The King and Jade                                   | スティーブン・メルチング           | チャップ・ヤエフ                      |
| 39（42） | 漆黒の猫               | Enter the Cat                                       | ディーン・ステファン               | マイケル・チャン                      |
| 40（43） | ゴールデンドラゴン     | Pleasure Cruise                                     | パティー・カー ララ・ランネルズ    | アラン・コールドウェル                |
| 41（45） | 選ばれし者             | The Chosen One                                      | アダム・ビーチン                   | フィル・ワインスタイン                |
| 42（46） | 青ヒゲの財宝           | Glove Story                                         | ブライアン・キャプラン             | ゲイリー・ハートル                    |
| 43（44） | エメラルドの謎         | Tough Luck                                          | ディアン・ステファン               | アンディ・トム                        |
| 44（52） | T・ガール、ジェイド    | The Amazing T-Girl!                                 | ヒラリー・J・ベイダー              | チャック・ドロスト                    |
| 45（47） | 謎の魔術集団           | The Chan Who Knew Too Much                          | アダム・ビーチン                   | ゲイリー・ハートル                    |
| 46（50） | 消滅の呪文!?           | Shrink Rap                                          | アレックス・ヴァン・ダイン         | アラン・コールドウェル                |
| 47（51） | モンキー・キング       | "I'll Be a Monkey's Puppet                          | アレックス・ヴァン・ダイン         | クリス・バークレー                    |
| 48       | キョンシー復活         | Chi Vampire                                         | ロブ・ホージー アダム・ビーチェン  | チャップ・ヤエフ                      |
| 49（15） | ダオラン・ウォンの逆襲 | The Warrior Incarnate                               | スティーブン・メルチング           | チャップ・ヤエフ                      |
| 50（49） | ローペイの像           | The Good, the Bad, the Blind, the Deaf and the Mute | ディーン・ステファン               | フィル・ワインスタイン                |
| 51（16） | ヘビのタリスマン       | Snake Hunt                                          | アンディ・トム                     | ケビン・キャンベル                    |
| 52（14） | タイムトラベル         | Through the Rabbit Hole                             | デヴィッド・スラック               | マイケル・チャン                      |

### シーズン3
| 話数 | 原題                     | 脚本                                          | 演出                                    |
| ---- | ------------------------ | --------------------------------------------- | --------------------------------------- |
| 53   | Re-Enter the J Team      | デュアン・カピッツィ                          | クリストファー･バークレー               |
| 54   | The Powers Unleashed     | デヴィッド・スラック                          | マイケル・ゴーゲン                      |
| 55   | Viva Las Jackies         | デヴィッド・スラック                          | キム・ソンユン                          |
| 56   | Aztec Rat Race           | アダム・ビーチェン                            | マイケル・チャン                        |
| 57   | Monkey a Go-Go           | アレックス・ヴァン・ダイン                    | クリストファー･バークレー               |
| 58   | When Pigs Fly            | デヴィッド･スラック                           | マイケル・ゴーゲン                      |
| 59   | Rabbit Run               | マイケル・ジェレニック                        | キム・ソンユン                          |
| 60   | Sheep In, Sheep Out      | ルイス・ハーショーン ジョエル･セルナー        | マイケル・チャン                        |
| 61   | The Invisible Mom        | ブライアン・カプラン                          | クリストファー・バークレー              |
| 62   | A Jolly J-Team Xmas      | アレックス・ヴァン・ダイン                    | マイケル・ゴーゲン                      |
| 63   | Little Valmont, Big Jade | デヴィッド･スラック                           | キム・ソンユン ブランドン・ヴィエッティ |
| 64   | The Ox-Head Incident     | マイケル･ジェレニック                         | マイケル・チャン                        |
| 65   | Tohru Who?               | ルイス・ハーショーン ジョエル･セルナー        | マイケル・チャン                        |
| 66   | Animal Crackers          | アダム・ビーチェン                            | マイケル・ゴーゲン                      |
| 67   | Re-Enter the Dragon      | デヴィッド･スラック                           | クリストファー・バークレー              |
| 68   | A Night at the Opera     | アレックス・ヴァン・ダイン アダム・ビーチェン | キム・ソンユン                          |
| 69   | Attack of the J-Clones   | マイケル･ジェレニック                         | マイケル・ゴーゲン                      |

### シーズン4
| 話数 | 原題                        | 脚本                                | 演出                       |
| ---- | --------------------------- | ----------------------------------- | -------------------------- |
| 70   | The Masks of the Shadowkhan | マイケル･ジェレニック               | フランク・スクイーラッチェ |
| 71   | Samurai Ratso               | デュアン・カピッツィ                | キム・ソンユン             |
| 72   | The Amazing T-Troop         | アダム・ビーチェン                  | デビッド・ハートマン       |
| 73   | Black Magic                 | トム・パグスリー グレッグ・クライン | ブランドン・ヴィエッティ   |
| 74   | The Demon Behind            | デヴィッド・スラック                | ボブ・ハスコック           |
| 75   | Fright Fight Night          | アレックス・ヴァン・ダイン          | キム・ソンユン             |
| 76   | The Shadow Eaters           | マイケル･ジェレニック               | ブランドン・ヴィエッティ   |
| 77   | Half a Mask of Kung-Fu      | デヴィッド･スラック                 | デビッド・ハートマン       |
| 78   | The Good Guys               | アダム・ビーチェン                  | ボブ・ハスコック           |
| 79   | J2                          | トム・パグスリー グレッグ・クライン | キム・ソンユン             |
| 80   | The J-Tots                  | マイケル・ジェレニック              | デビッド・ハートマン       |
| 81   | Déjà Vu                     | ラフ・グリーン                      | ボブ・ハスコック           |
| 82   | Ninja Twilight              | エディ・グゼリアン                  | ブランドン・ヴィエッティ   |

### シーズン5
| 話数 | 原題                         | 脚本                                | 演出                       |
| ---- | ---------------------------- | ----------------------------------- | -------------------------- |
| 83   | Relics of Demons Past        | トム・パグスリー グレッグ・クライン | デビッド・ハートマン       |
| 84   | It's All in the Game         | マーシャ・F・グリフィン             | ジェイ・オリヴァ           |
| 85   | Black and White Chi All Over | スティーブン・メルチング            | アンソニー・チュン         |
| 86   | Dragon Scouts                | ディーン・ステファン                | カルヴァン・リー           |
| 87   | The Demon Beneath My Wings   | トム・パグスリー グレッグ・クライン | カーク・ヴァン・ウォーマー |
| 88   | Mirror, Mirror               | マーティ・アイゼンバーグ            | ジェイ・オリヴァ           |
| 89   | Antler Action                | アダム・ビーチェン                  | アンソニー・チュン         |
| 90   | Clash of the Titanics        | ニコール・ダバック                  | カルヴァン・リー           |
| 91   | Stealing Thunder             | トム・パグスリー グレッグ・クライン | カーク・ヴァン・ウォーマー |
| 92   | Weight and See               | マーシャ・F・グリフィン             | ジェイ・オリヴァ           |
| 93   | J2 Revisited                 | ディーン・オライオン                | アンソニー・チュン         |
| 94   | The Powers That Be (Part 1)  | ディーン・ステファン                | カルヴァン・リー           |
| 95   | The Powers That Be (Part 2)  | スティーブン・メルチング            | カーク・ヴァン・ウォーマー |

## テーマソング
『Jackie Chan Adventures Theme Song』
オープニングテーマ及びシーズン2以降のエンディングテーマ。
『Chans the Man』
作詞 - Rich Liegey / Wheatus
シーズン1のエンディングテーマ。

## ゲーム作品
『Jackie Chan Adventures Legend of the Dark Hand』
ゲームボーイアドバンス用ソフト。2001年発売。開発及び発売はアクティビジョン。
『Jackie Chan Adventures』
PlayStation 2用ソフト。2004年9月30日発売。開発はアトミック・プラネット。発売元はインタラクティブ・ヒップ。